# Lesioni personali colpose
Le lesioni personali colpose, nell'ordinamento penale italiano, sono il delitto previsto e punito dall'art. 590 del codice penale.
È sanzionato, alternativamente, con la pena detentiva o con la pena pecuniaria: la pena contemplata per la fattispecie base è della reclusione fino a tre mesi o della multa fino a 309 euro; limiti edittali più elevati sono previsti per le lesioni gravi (reclusione da uno a sei mesi, o multa da 123 a 619 euro) e per le lesioni gravissime (reclusione da tre mesi a due anni, o multa da 309 a 1.239 euro).
I criteri per determinare la natura grave o gravissima delle lesioni sono fissati dall'art. 583 c.p., destinato al contempo a disporre pene più elevate rispetto alle lesioni dolose di cui all'art. 582 c.p.
Sempre in relazione alle lesioni gravi e gravissime, il legislatore prevede una circostanza aggravante speciale ad effetto speciale concernente l'ipotesi in cui il fatto sia commesso con violazione delle norme per la prevenzione degli infortuni sul lavoro: in tali casi, per le lesioni gravi è prevista la reclusione da 3 mesi a un anno o la multa da 500 a 2.000 euro; per le lesioni gravissime la reclusione da uno a 3 anni.
Vi è poi un limite al concorso formale di reati previsto in generale dall'art. 81 c.p.: invero, nel caso di lesioni di più persone, continua ad applicarsi la pena che dovrebbe infliggersi per la più grave delle violazioni commesse, aumentata fino al triplo (cumulo giuridico), ma la pena della reclusione non può superare i 5 anni.
Per quanto riguarda la procedibilità, il delitto è punibile querela della persona offesa, salvo che nelle ipotesi di lesioni commesse con violazione delle norme per la prevenzione degli infortuni sul lavoro, o relative all'igiene del lavoro o che abbiano determinato una malattia professionale, per i quali è perseguibile d'ufficio.
La competenza è del giudice di pace per le ipotesi perseguibili a querela di parte, ad esclusione delle fattispecie connesse alla colpa professionale, nonché ai fatti commessi con violazione delle norme per la prevenzione degli infortuni sul lavoro o relative all'igiene del lavoro o che abbiano determinato una malattia professionale quando, nei casi anzidetti, derivi una malattia di durata fino a 20 giorni. Nelle ipotesi estranee alla competenza del giudice di pace è competente il tribunale in composizione monocratica con citazione diretta a giudizio.

## Lesioni colpose stradali
In base alla disciplina in vigore fino al 2016, l'ipotesi di lesioni gravi o gravissime commesse con violazione delle norme sulla disciplina della circolazione stradale integrava una circostanza aggravante speciale ad effetto speciale, per la quale si applicava la stessa pena prevista per le corrispondenti lesioni commesse con violazione delle norme per la prevenzione degli infortuni sul lavoro. Sempre in ambito stradale, un'altra circostanza era prevista per i casi di lesioni commesse da soggetto in stato di ebbrezza alcolica con tasso alcolemico superiore a 1,5 g/l o sotto l'effetto di sostanze stupefacenti o psicotrope: la pena era della reclusione da 6 mesi a 2 anni per le lesioni gravi; da un anno e 6 mesi a 4 anni per le lesioni gravissime.
Sul punto è intervenuto il legislatore, con legge 41/2016. In primo luogo, in caso di lesioni gravi o gravissime, la violazione delle norme sulla circolazione stradale non è più concepita come elemento circostanziale dell'art. 590, ma è divenuto elemento costitutivo di un autonomo titolo di reato, quello appunto di «lesioni personali stradali gravi o gravissime», previsto dall'art. 590 bis; in caso di lesioni lievi, invece, la violazione di predette norme resta attratta all'ambito applicativo dell'art. 590.  I limiti edittali fissati dalla nuova norma incriminatrice per la fattispecie base restano i medesimi della previgente disciplina: reclusione da 3 mesi a un anno per le lesioni gravi, pur venendo meno la pena pecuniaria alternativa a quella detentiva, e reclusione da uno a 3 anni per le lesioni gravissime.
Un notevole inasprimento dei limiti edittali è stato invece introdotto per i casi di lesioni commesse da soggetto in stato di ebbrezza alcolica o da soggetto in stato di alterazione psico-fisica conseguente all'assunzione di sostanze stupefacenti o psicotrope:
- tasso alcolemico superiore a 0,8 g/l: reclusione da 1 anno e 6 mesi a tre anni per le lesioni gravi e da 2 a 4 anni per le lesioni gravissime;
- tasso alcolemico superiore a 1,5 g/l (0,8 g/l per conducenti di età inferiore a 21 anni, per i neo-patentati e per chi esercita professionalmente l'attività di trasporto di persone o di cose) o sotto l'effetto di sostanze stupefacenti o psicotrope: reclusione da 3 a 5 anni per le lesioni gravi; da 4 a 7 anni per le lesioni gravissime.

Questi ultimi limiti edittali si applicano altresì al ricorrere di una serie di violazioni stradali, ritenute particolarmente gravi, contemplate in via tassativa dal legislatore: ad esempio, eccessiva velocità, semaforo rosso o circolazione contromano, inversione del senso di marcia in corrispondenza di incroci, curve o dossi, sorpassi in presenza d linea continua, ecc.
In caso di concorso di colpa, la pena è diminuita fino alla metà, mentre il limite al cumulo giuridico è fissato in anni sette.
Il delitto è perseguibile d'ufficio, con ciò innovando la previgente disciplina; resta fermo che le lesioni lievi, rimanendo nell'ambito applicativo dell'art. 590, continuano ad essere punibili a querela della persona offesa.
La competenza è attribuita al tribunale in composizione monocratica. Ciò segna una differenza rispetto alla disciplina previgente, secondo cui la competenza era, in ogni caso, del giudice di pace: le lesioni, anche gravi o gravissime, conseguenti a violazioni della disciplina sulla circolazione stradale, rientravano invero tra le ipotesi perseguibili a querela della persona offesa e queste, a loro volta, erano assegnate alla competenza del magistrato onorario dall'art. 4, comma 1, del d.lgs. 274/2000, recante disposizioni sulla competenza penale del giudice di pace. Una volta introdotta, con l'art. 590 bis c.p., la procedibilità d'ufficio per le lesioni gravi e gravissime, e non essendo mutata la disciplina in tema di competenza per materia fissata dal d.lgs. 274/2000, il giudice di pace non è più competente per quelle ipotesi contemplate dalla nuova norma incrimatrice e scorporate dall'ambito applicativo dell'art. 590 c.p.: le fattispecie in materia di lesioni gravi e gravissime, sottratte alla competenza del giudice di pace, passano dunque al tribunale in composizione monocratica. Inoltre, nelle fattispecie circostanziate con pena superiore nel massimo a 5 anni, non può procedersi con citazione diretta a giudizio ma è necessario celebrare l'udienza preliminare.
Dal 31 dicembre 2022 tale reato è tornato a querela di parte come scritto dal legislatore nella Riforma Cartabia.
La configurazione di reato risulta talora sproporzionata rispetto alla gravità delle lesioni cagionate a terzi, laddove si consideri che i 40 giorni di prognosi necessari per le cosiddette lesioni gravi si possono conseguire per il perdurare dei dolori derivanti da un comune colpo di frusta che non lascia postumi permanenti. La definizione di lesioni gravi -per cui è prevista la reclusione di una persona con le stesse pene con cui si punisce chi commette deliberatamente li stesso reato- è infatti parametrata soltanto alla durata della prognosi e non al punteggio di invalidità permanente causato dal sinistro stradale.
Secondo il rapporto ISTAT sugli incidenti stradali del 2023, sono 165.889 gli incidenti stradali (+9,2%), valori tutti in crescita rispetto al 2021 ma ancora in diminuzione nel confronto con il 2019 per incidenti e feriti (rispettivamente -3,7% e -7,4%). Il numero di vittime è invece pressoché stabile, di poco inferiore a quello registrato nel 2019 (-0,4%). Le norme sull'omicidio stradale e le lesioni stradali colpose, scarsamente pubblicizzate dai media e largamente sconosciute agli automobilisti italiani, non hanno ottenuto l'effetto deterrente atteso.